# Vassourinhas (clube)
O Clube Carnavalesco Misto Vassourinhas, também conhecido como C.C.M. Vassourinhas, Vassourinhas do Recife ou simplesmente Vassourinhas, é uma agremiação do carnaval recifense, da modalidade clube de frevo.  Fundada em 6 de janeiro de 1889, suas cores oficiais são o amarelo, o azul e o branco e possui como símbolos um anjo com trombeta e duas vassouras cruzadas. Com sede própria, funciona hoje no bairro de Afogados. A música Marcha nº 1 de Vassourinhas é uma das mais tocadas no Carnaval de Pernambuco.

## Origem do clube
“Nos últimos dias do Império, existia no Pátio do Terço um clube Carnavalesco denominado Maroim-Grande. Houve um dia, como é comum, uma desinteligência nas proximidades do Carnaval nos mangues do Maroim-Grande. Deixaram de ser Maroins: Moisés de Souza Costa, Custódio Patriarca, Emiliana de Almeida Costa, Umbelino Patriarca da Costa, bem como Mathias Theodoro da Rocha, Marcolino Gomes da Silva, Cláudio de Almeida, Francisco de Moraes Crispim Patriarca, Francisco Enedino, Adolfo Pereira dos Santos, Manuel Alves, Mário Cândido, Maria Rosa de Assumpção. Reuniram-se em Beberibe, no ano de 1889, no Dia de Santos Reis, e resolveram fundar um clube carnavalesco, em antagonismo ao que haviam abandonado.
Queriam que o novo clube se chamasse de Vassouras de Casaca (é bem possível que o título fosse alusivo a alguém que figurasse no orçamento musical como varredor de rua e não pegasse na vassoura). Os poetas foram contrários ao título pela dificuldade de rimas e opinaram pelo de Vassourinhas. Instalou-se o novo clube, no dia 7 de fevereiro, na Camboa do Carmo, e saiu logo no próximo Carnaval, mercê de uma quota de 2$000 (dois mil réis) de cada sócio. Ainda não havia o passo do frevo ‘Se esta rua fosse minha/ eu mandava ladrilhar/ com pedrinhas de brilhantes / para o meu bem passar’. Entretanto, alguma coisa ficou dos Maroins. Quando o Carnaval se aproxima pior que a de maroim dos mangues da Tacaruna é a picada do Vassourinhas para o seu clube”.
A história do Clube Carnavalesco Mixto Vassourinhas assim foi contada pelo jornalista Mário Melo, nas páginas do extinto Jornal Pequeno, lembrando os 50 anos de fundação da agremiação, em 1939. O Vassourinhas nasceu num período conturbado do país. É provável que alguns dos seus fundadores fossem escravos libertos, pela chamada Lei Áurea, de 13 de maio de 1888. O seu primeiro Carnaval aconteceu com o império já a caminho do fim. Os festejos de Momo daquele ano foram desanimados, atestam os jornais da época, que destacaram as seguinte agremiações: Clube do Cavaleiros de Época, Clube dos Caiadores (este veterano, já citados na imprensa desde a década anterior), Clube Borboleta (“em guiza de banda marcial que, a pé, fez seu trajeto por diversas ruas, tocando alguns trechos bem estudados”), o já tradicional Caninha Verde, e um clube de alegoria e crítica Clube dos Imigrantes Contratados e, finalmente, o Vassourinhas.

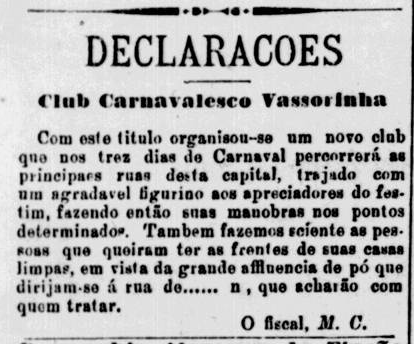
Jornal do Recife fez registro sobre o Vassourinhas em 1 de março de 1889.

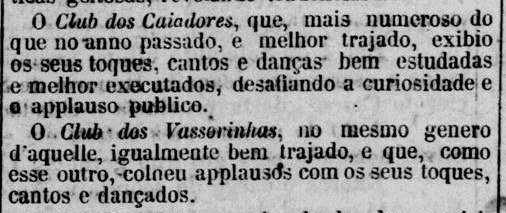
Diário de Pernambuco fez registro sobre o Vassourinhas em 5 de março de 1889.

“O Clube Vassourinhas, que, no mesmo gênero daquele, (refere-se aos Caiadores) igualmente bem trajado e que, como esse outro, colheu aplausos com seus toques, cantos e dançados”. Em 1966, o diretor tesoureiro do Vassourinhas, Raul Cruz, contaria, ao Jornal do Commercio, sua versão do nascimento de Vassourinhas, que completaria 130 anos em 2019, sem receber homenagens da prefeitura, ou do Estado, já fora do bairro que lhe rendeu o epíteto de “O Camelo do São José:

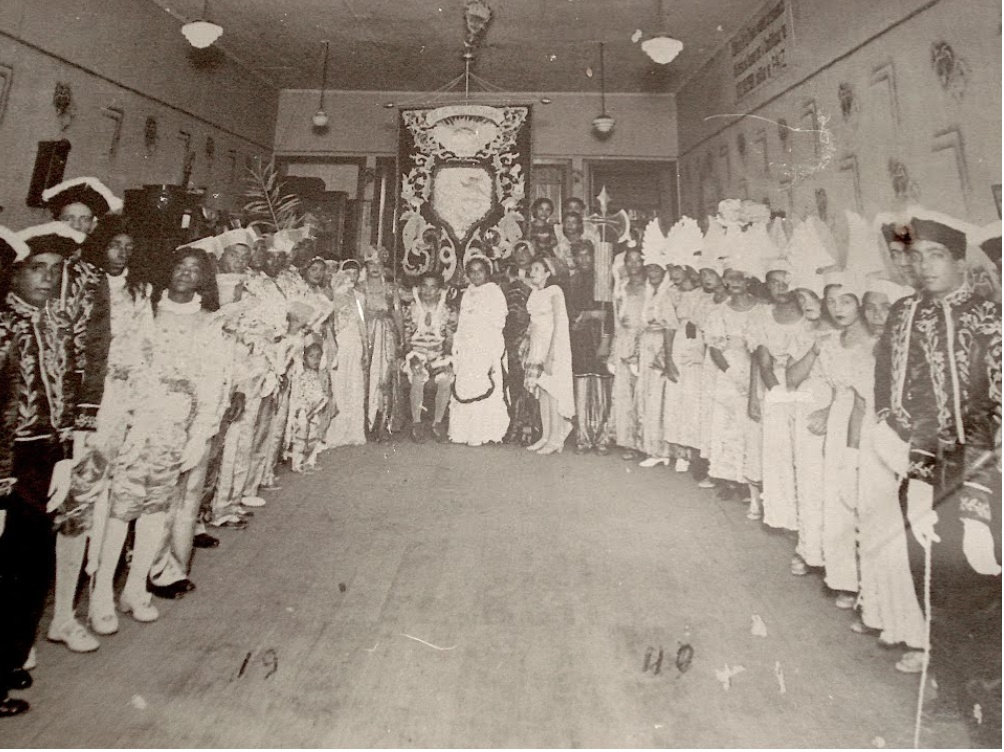
Formação do Vassourinhas em 1940.

“Nasceu o Vassourinhas em Beberibe, no Porto da Madeira, fundado por Mathias da Rocha, Joana do Nascimento e outro, no dia 6 de janeiro de 1889. Denominado a princípio de Vassouras, foi depois chamado de Varredouro Público, e finalmente Vassourinhas. Não possuía sede, sendo usada a residência de um sócio. Saiu o clube, em seu primeiro ano, com violões, triângulo e baixo de flandre. Só em 1892 saiu o Vassourinhas com uma orquestra de seis músicos, contratados por 36 mil réis. Em 1892, transferiu-se para Santo Antônio, onde ficava a casa de um sócio”. Pelo relato do diretor, nos primeiros anos, Vassourinhas perigava não pegar. Amparou-se pelas casas dos sócios mais abnegados. Passou pelas ruas da Horta, da Praia, em duas casas da Rua da Concórdia (as de nº 20 e 21), Pátio do Terço, Rua Augusta, até que em 1949, quando completava 60 anos, estabeleceu-se com sede na Rua das Calçadas, no segundo andar do número 104. Mas por esta época já se tornara a agremiação mais querida do folião recifense. Nos anos 20 arrastava multidões às ruas. Imaginava que o préstito fosse composto pela orquestra, sócios e seguidores do clube, o poviléo (para usar um termo da época).
Mais que isso, os desfiles eram grandiosos, com enredos, carros alegóricos, conforme relatava o Jornal do Commercio, o desfile do Camelo de São José no Carnaval de 1924: “Os Vassourinhas saíram arrastando uma colossal multidão pelas ruas principais da cidade. E essa multidão se agitava num frevo demoníaco, tradução bem viva de toda alegria intraduzível do Carnaval. À frente, uma guarda de cavaleiros romanos e, logo após, a orquestra do clube a executar marchas de estalar nervos; após vinham os carros alegóricos, dos quais podemos distinguir: um avião, um carro a quatro parelhas, numerosos automóveis ...”.

## Hino da Agremiação

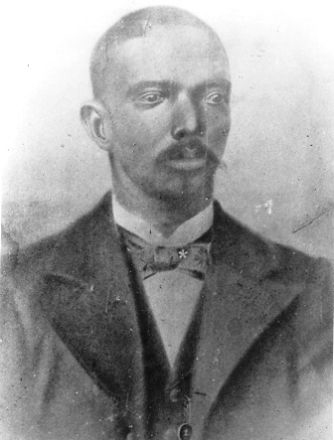
Retrato conhecido de Mathias da Rocha.

Atribuído a Mathias da Rocha e Joanna Baptista, a Marcha nº1 do Vassourinhas é uma adaptação da canção infantil tradicional Se Esta Rua Fosse Minha. Já foi bastante comum se empregar no Carnaval melodias populares, acrescentando-lhe outra letra, como confirma o escritor e historiador Mario Sette (1886/1950), testemunha ocular da história: “De começo os frevos eram apenas marchas do gênero, escritas pelos maestros das bandas que tocavam à frente do cordão, puxando-o, e aqui para nós, em regra, inimitáveis. Não tinham geralmente letras, e se apareciam cantos nas bocas da massa popular, seriam versinhos improvisados nos próprios dias da folia, alusivos a um fato da época, ou uma exaltação ao cordão a que se pertencia, como aquele: ‘Quem foi que disse/que o Vassoura não saia/O Vassoura está na rua/com prazer e alegria”.

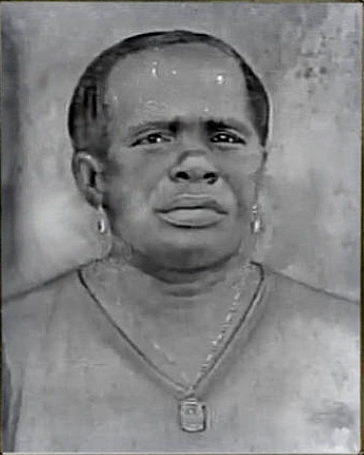
Retrato conhecido de Joana Batista.

O citado Raul Cruz, em 1966, afirma ter escutado da voz da própria Joanna Baptista como se deu a criação do hino: “Contava Joana que, sob a luz do candeeiro, Mathias da Rocha ditava a música para um dos sócios do clube”. Se foi ditado para um sócio, deve ter acontecido quando o clube já estava consolidado, e não no ano em que surgiu. O pesquisador Evandro Rabello data como de 1909 a composição. No entanto, Mathias da Rocha morreu em 1907. No dia 17 de julho daquele ano lê-se no Jornal Pequeno, na seção Missas Fúnebres”: “Às sete horas, na Igreja do Rosário, do Bairro de Santo Antônio, em sufrágio d’alma de Mathias Theodoro da Rocha”.  Sua morte foi noticiada em meio às várias acontecidas no dia 13 de julho de 1907: “Mathias Theodoro da Rocha, 43 anos, solteiro, Hospital Pedro II (seção Necrologia do Jornal do Recife, 9 de agosto de 1907).
“Curioso é que a música foi vendida ao Clube Carnavalesco Mixto Vassourinhas 18 de novembro de 1910, num recibo assinado por Mathias da Rocha e Joana Batista, três anos e alguns meses depois da morte do compositor. Dela, Joana Batista, se sabe muito pouco, até mesmo se realmente colaborou na adaptação da música. Tampouco se sabe qual seu relacionamento com Mathias da Rocha. Entre os que fundaram o clube, segundo o relato do jornalista Mário Mello não consta o nome de Joana. Segundo as pesquisas de Evandro Rabelo, ela trabalhava como empregada doméstica, foi casada, teve filhos, e faleceu em 1952.
Quanto a Mathias da Rocha, este foi compositor, e bastante popular. Encontram-se várias notas nos jornais com títulos de músicas que ele fez para o Vassourinhas até um ano antes de sua morte, ou seja fez música para o carnaval de 1906, quando pertencia ao conselho deliberativo do clube.  A Marcha nº1 de Vassourinhas somente foi  registrada a uma editora musical em novembro de 1950. Um registro pomposo e solene, a bordo do navio Aratimbó, com a presença do presidente da Sociedade Brasileira de Autores e Compositores e Editores de Música (Sbacem), Hermes Teixeira, representantes da editora no estado, autoridades.  À época era presidente do Vassourinhas o senhor Severino Oliveira.

## A apresentação em Salvador no ano de 1951
Gerado e crescido nas ruas centrais do Recife, o Frevo Pernambucano passou a ser uma constante nos repertórios das mais diferentes bandas de música e conjuntos de metais do Nordeste, conquistando, assim, simpatizantes muito além das fronteiras de sua região.
Em 1951, o Clube Carnavalesco Misto Vassourinhas do Recife, atendendo a um convite do seu congênere do Rio de Janeiro, excursionou à Cidade Maravilhosa com todos os seus integrantes e músicos como passageiros de um navio do Loyde Brasileiro.
Tal viagem, ainda hoje na lembrança dos mais antigos, veio mudar a história do Frevo Pernambucano.
O Clube Vassourinhas levara consigo “uma fração da Banda da Polícia Militar de Pernambuco, composta de 65 músicos sob a regência do tenente João Cícero”, a fim de acompanhar todas as suas apresentações. Para isso foi confeccionado um riquíssimo estandarte, no qual foram utilizados fios de ouro e pedrarias, que veio a ser presenteado pelo Governo do Estado. Em pouco tempo reuniu-se grande número de associados que deveriam apresentar-se nos seus cordões, ostentando suas ricas fantasias e destaques nas ruas do Rio de Janeiro durante aquele carnaval.
Completo o clube saiu de sua sede social no bairro de São José, formando na Rua das Calçadas, como se fora fazer o seu “passeio” pelas ruas do Recife, com João de Emília, o seu primeiro porta-estandarte, envergando rica fantasia Luiz XV e, ao som de sua Marcha n.º 1, embarcou no cais do porto com destino à Cidade Maravilhosa. Dias depois, ao aportar em Salvador, cidade bucólica que ainda via os carnavais com as famílias povoando de cadeiras as calçadas da Avenida Sete de Setembro, o Clube Vassourinhas foi convidado a fazer uma apresentação nas ruas da capital baiana. Para o seu programado passeio através das ruas da cidade do Salvador, os integrantes do clube cruzaram o portaló do navio, desceram as escadas e foram organizar o seu préstito no cais.

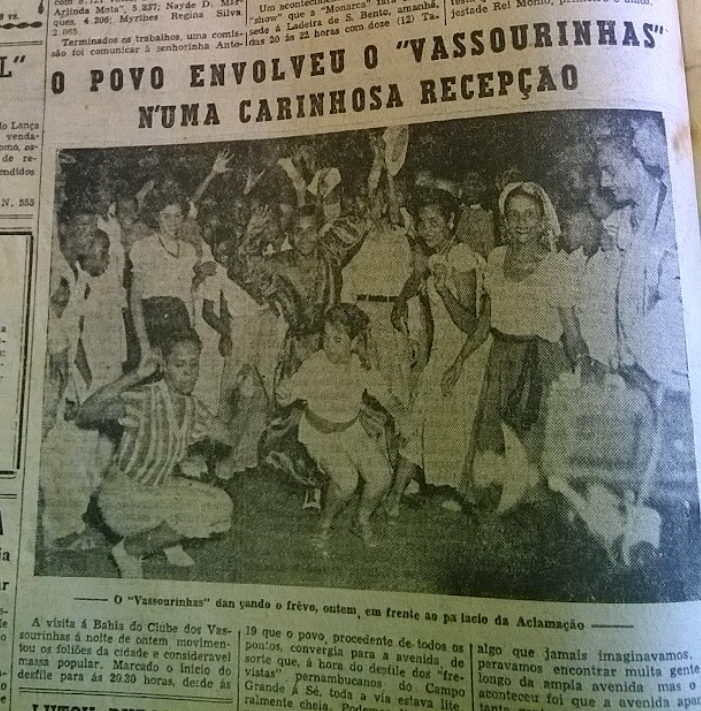
Reportagem sobre a apresentação do Vassourinhas em Salvador.

Com o seu rico estandarte alçado ao vento, morcegos abrindo a multidão, formando alas em torno dos porta-estandartes, balizas puxando os cordões, damas de frente e fantasias de destaque, diretoria vestida a rigor, ganhou às ruas. Tudo sob o acompanhamento daquela fanfarra de 65 músicos, o maior conjunto de metais já visto na Bahia até então. Com seus metais em brasa, a banda militar que por tantas noites ensaiara sob a batuta de João Cícero, em pleno leito da Rua das Calçadas no bairro recifense de São José, estava ali pondo fogo nas ruas da capital baiana e fazendo a história da música popular brasileira. Ao ingressar na Avenida Sete, ao som de sua Marcha nº. 1, composta em 1909 por Joana Batista e Matias da Rocha e conhecida nacionalmente como o Frevo dos Vassourinhas, a turba que acompanhava o clube tomou-se de delírio.
No repertório de sua orquestra, outros frevos instrumentais se seguiram, alguns especialmente compostos para aquela primeira excursão fora do Recife: Vassourinhas no Rio, de Carnera (Felinto Nunes de Alencar), Vassourinhas está no Rio, de Levino Ferreira, e Um pernambucano no Rio, de Capiba. Com o Vassourinhas nas ruas, os diabos tomaram conta de Salvador e o baiano, que não conhecia o frevo ao vivo executado por uma fanfarra de 65 músicos pernambucanos, enlouqueceu ao aderir à onda e aos pulos, pois nunca conseguiu aprender os verdadeiros passos do frevo. Tal comportamento veio atropelar tudo que encontrava em sua frente.
Após alguns quilômetros de itinerário, percorrendo toda Avenida Sete de Setembro, o Vassourinhas veio a ser atropelado pela multidão que vinha em seu rastro. Não acostumada ao acompanhamento de um clube de frevo, onde a orquestra, como se fosse um andor de procissão, é intocável, a turba baiana terminou por atropelar os músicos provocando com isso vários acidentes pelos encontrões com os mais exaltados. Já apresentando baixas em sua fanfarra de metais, com alguns músicos com os lábios feridos pelo impacto com os foliões, o Clube Vassourinhas foi buscar refúgio no Palácio do Governo encerrando, assim, aquela primeira incursão em terras baianas. Não é preciso dizer que aquele único desfile pelas ruas de Salvador veio se transformar em grande revolução nos meios musicais do país: no mesmo carnaval de 1951,
Dodô e Osmar, que no carnaval de 1950 já haviam saído com serviço de amplificação de um pequenino conjunto de cordas e percussão, montado na carroceria de um velho Ford 29, voltaram às ruas de Salvador em 1951 executando o repertório de frevos do Clube Vassourinhas do Recife. Inicialmente só dois instrumentos, a guitarra baiana e o violão elétrico, passando no ano seguinte para três com a inclusão do violão tenor, o triolim, surgindo assim o trio elétrico que veio a se tornar uma verdadeira revolução no carnaval brasileiro. Ou como melhor explicou Morais Moreira, no carnaval de 1980, nas estrofes do seu Vassourinha Elétrica¹.
¹Morais Moreira, Vassourinha elétrica, Trio Elétrico, disco WEA BR 82001-B.
Varre, varre, varre Vassourinhas
Varreu um dia as ruas da Bahia
Frevo, chuva de frevo e sombrinhas
Metais, em brasa, brasa, brasa que ardia
Varre, varre, varre Vassourinhas
Varreu um dia as ruas da Bahia
Abriu alas e caminhos pra depois passar
O trio de Armandinho, Dodô e Osmar…
E o frevo que é pernambucano, ui, ui, ui, ui
Sofreu ao chegar na Bahia, ai, ai, ai, ai
Um toque, um sotaque baiano, ui, ui, ui, ui
Pintou uma nova energia, ai, ai, ai, ai
Desde o tempo da velha fubica, ah, ah, ah, ah…
Parado é que ninguém mais fica
É o frevo, é o trio, é o povo
É o povo, é o frevo, é o trio
Sempre juntos fazendo o mais novo
Carnaval do Brasil

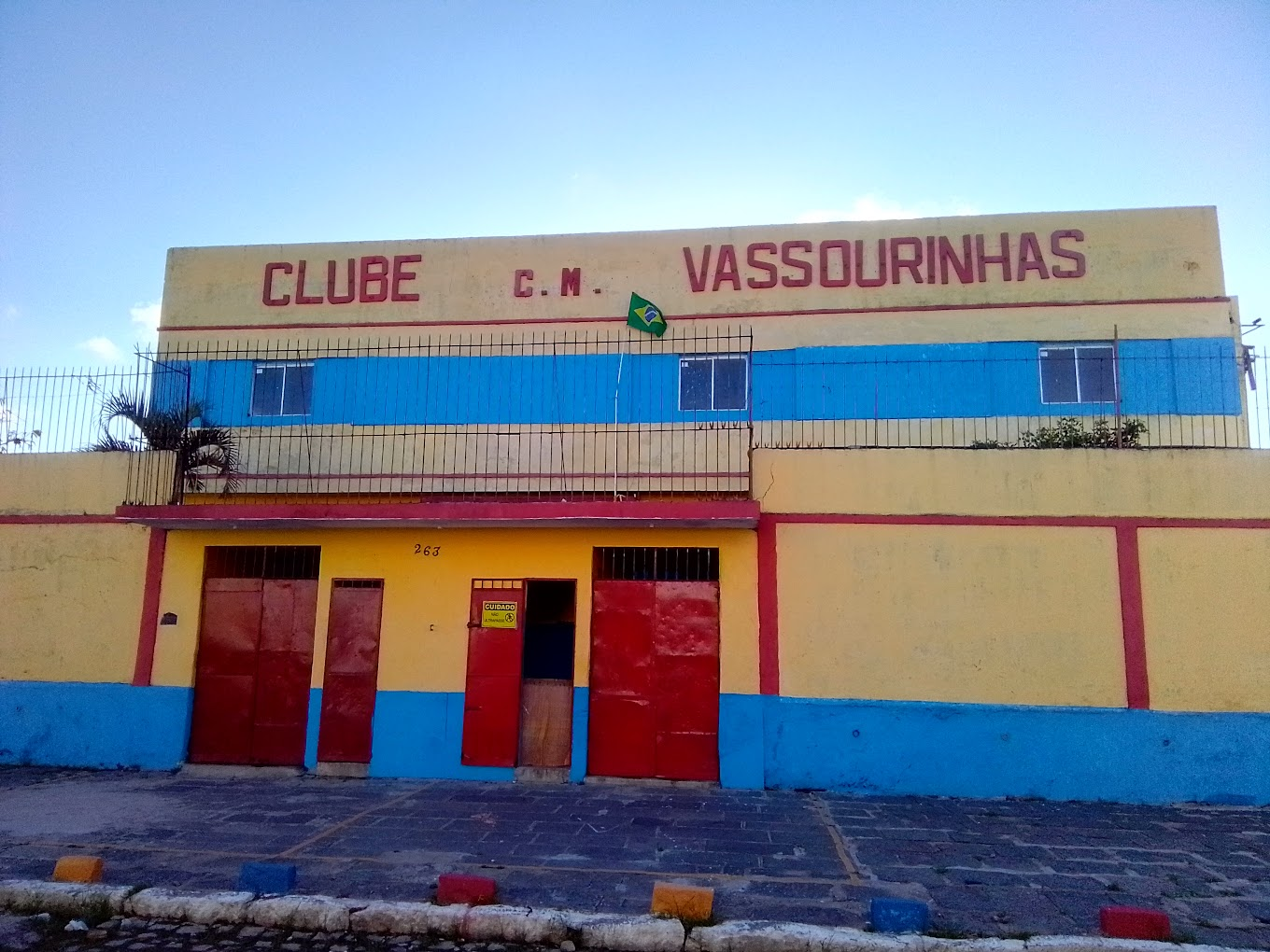
Sede atual do Vassourinhas no bairro de Afogados.

O que contaríamos em algumas páginas, é resumido nessas estrofes de Vassourinha Elétrica, composto por Morais Moreira para o carnaval de 1980, Trio Elétrico, disco WEA, BR 82001-B. A partir de 1952 o trio de Dodô (Adolfo Nascimento) e Osmar (Osmar Macedo), passou a sair num caminhão iluminado de lâmpadas florescentes, dois geradores, oito alto falantes, sob o patrocínio da fábrica de refrigerantes Fratelli Vita, de propriedade do industrial pernambucano Miguel Vita. – A presença de Armandinho só vem acontecer no final do ano de 1974.